# Somatidia pennulata
Somatidia pennulata là một loài bọ cánh cứng trong họ Cerambycidae.